# Ер-ла-Віль
Ер-ла-Віль (фр. Aire-la-Ville) — громада  в Швейцарії в кантоні Женева.

## Географія
Громада розташована на відстані близько 140 км на південний захід від Берна, 9 км на захід від Женеви.
Ер-ла-Віль має площу 2,9 км², з яких на 20,1% дозволяється будівництво (житлове та будівництво доріг), 42% використовуються в сільськогосподарських цілях, 23,3% зайнято лісами, 14,6% не є продуктивними (річки, льодовики або гори).

## Демографія
2019 року в громаді мешкало 1169 осіб (+0,9% порівняно з 2010 роком), іноземців було 16,4%. Густота населення становила 399 осіб/км².
За віковим діапазоном населення розподілялося таким чином: 25,9% — особи молодші 20 років, 60,4% — особи у віці 20—64 років, 13,7% — особи у віці 65 років та старші. Було 411 помешкань (у середньому 2,8 особи в помешканні).
Із загальної кількості 484 працюючих 8 було зайнятих в первинному секторі, 183 — в обробній промисловості, 293 — в галузі послуг.